# Łagiewniki, Tỉnh West Pomeranian
Łagiewniki [waɡʲɛvˈniki] (trước đây là Elvershagen của Đức) là một khu định cư ở khu hành chính của Gmina Resko, thuộc quận Łobez, West Pomeranian Voivodeship, ở phía tây bắc Ba Lan. Nó nằm khoảng 9 kilômét (6 mi) phía đông nam Resko, 15 km (9 mi) phía tây bắc của Łobez và 71 km (44 mi) về phía đông bắc của thủ đô khu vực Szczecin.

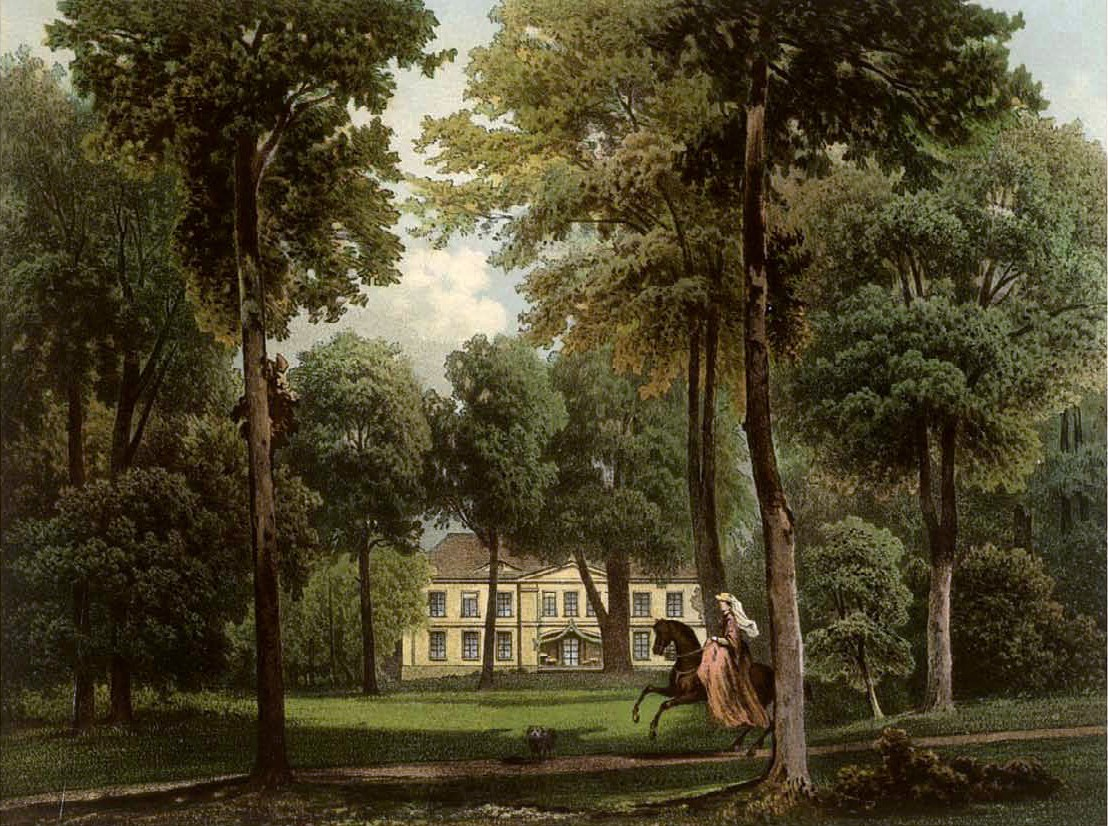
Palace Elvershagen around 1860, Alexander Duncker

Trước năm 1945, khu vực này là một phần của Đức. Đối với lịch sử của khu vực, xem Lịch sử của Pomerania.
Khu định cư có dân số 160 người.